# لاوسون داث
لاوسون داث (بالإنجليزية: Lawson D'Ath)‏ (24 ديسمبر 1992 في المملكة المتحدة - ) هو لاعب كرة قدم بريطاني في مركز الوسط. لعب مع نادي ريدنغ ويوفل تاون ونادي تشيلتنهام تاون لكرة القدم وداغنهام وريدبريدج ونادي إكزتر سيتي ونادي نورثامبتون تاون.

## وصلات خارجية
- لاوسون داث على موقع قاعدة بيانات كرة القدم.إي يو (الإنجليزية)
- لاوسون داث على موقع Soccerbase.com (لاعب) (الإنجليزية)
- لاوسون داث على موقع Soccerway.com (الإنجليزية)